# تحقیق درباره سعدی
تحقیق دربارهٔ سعدی (به فرانسوی: Essai sur le poète Saadi) عنوان کتابی است از هانری ماسه، خاورشناس و ایران‌شناس فرانسوی که در سال ۱۹۱۹ میلادی به زبان فرانسوی منتشر شد. عنوان کاملِ کتاب این است: تحقیق دربارهٔ سعدی، همراه با کتاب‌شناسی (به فرانسوی: Essai sur le poète Saadi, suivi d'une bibliographie). این کتاب را کتابخانهٔ خاورشناسی پُل گُتنِر در پاریس منتشر کرده‌است.
ماسه در این کتاب، با اتکا به کتاب‌های گلستان و بوستان سعدی، زندگی‌نامهٔ وی را به تصویر کشیده و توانسته‌است چهره‌ای زنده و روان‌شناسانه از این شاعر ایرانی ترسیم کند. او همچنین در این کتاب به نقد تحلیلیِ آثار سعدی می‌پردازد و دربارهٔ سبک، بیان و جنبهٔ عروضیِ اشعار سعدی مطالبی را بیان می‌کند. این کتاب در سال ۱۹۲۱ جایزهٔ ادبیِ فرهنگستان هنرهای زیبای فرانسه را دریافت کرد.
لغتنامهٔ دهخدا این کتاب را به‌عنوان یکی از پنج منبع معتبر برای مطالعه دربارهٔ سعدی معرفی کرده‌است.
این کتاب در سال ۱۳۶۴، توسط محمدحسن مهدوی اردبیلی و غلامحسین یوسفی به فارسی ترجمه شد و در تهران به چاپ رسید.
با این حال، گزارش‌هایی که هانری ماسه از زندگی سعدی ارائه می‌کند، نقص‌هایی دارد؛ از جمله:
- واقعی دانستن سفر سعدی به هند
- گزارش تولد سعدی به سال ۵۸۰ ه‍.ق
- گمانه‌زنی در مورد نام خانوادگی سعدی